# Ceratinopsis
Ceratinopsis Emerton, 1882 è un genere di ragni appartenente alla famiglia Linyphiidae.

## Distribuzione
Le 49 specie oggi attribuite a questo genere sono diffuse in America settentrionale, Eurasia e Africa: prevalenti per diffusione le 23 specie statunitensi, anche in quanto a numero di endemismi. In territorio asiatico sono 5 le specie presenti, quattro rinvenute nell'Asia sudorientale e una in Asia orientale.
Un'eccezione rappresentano la C. jelskii (Keyserling, 1886), e la C. pallida Caporiacco, 1955, considerate specie valide da Tanasevitch, i cui esemplari rivengono rispettivamente dalla Guyana francese e dal Venezuela, in territorio sudamericano

## Tassonomia
Non è un sinonimo anteriore di Styloctetor Simon, 1884, che a sua volta non lo è di Moebelia Dahl, 1886.
Non è neanche sinonimo anteriore di Anacotyle Simon, 1926, secondo un lavoro di Marusik e Tanasevitch del 1998 e contra uno studio di Wunderlich del 1970.
Infine non è sinonimo posteriore di Sphecozone O. P.-Cambridge, 1870 secondo un lavoro di Millidge del 1991 e contra uno studio di Wunderlich del 1987. Questo genere ha forti correlazioni tassonomiche anche con Micrargus Dahl, 1886 e Ceratinella Emerton, 1882.
A maggio 2011, si compone di 46 specie secondo Platnick e di 49 specie secondo Tanasevitch:
1. Ceratinopsis acripes (Denis, 1962) — Madeira
2. Ceratinopsis africana (Holm, 1962) — Gabon, Kenya
3. Ceratinopsis atolma Chamberlin, 1925 — USA
4. Ceratinopsis auriculata Emerton, 1909 — USA, Canada
5. Ceratinopsis benoiti (Holm, 1968) — Tanzania
6. Ceratinopsis bicolor Banks, 1896 — USA
7. Ceratinopsis blesti Locket, 1982 — Malaysia
8. Ceratinopsis bona Chamberlin & Ivie, 1944 — USA
9. Ceratinopsis crosbyi Chamberlin, 1948 — USA
10. Ceratinopsis delicata Chamberlin & Ivie, 1939 — USA
11. Ceratinopsis dippenaari Jocqué, 1984 — Sudafrica
12. Ceratinopsis disparata (Dondale, 1959) — USA
13. Ceratinopsis fako Bosmans & Jocqué, 1983 — Camerun
14. Ceratinopsis georgiana Chamberlin & Ivie, 1944 — USA
15. Ceratinopsis gosibia Chamberlin, 1948 — USA
16. Ceratinopsis guerrerensis Gertsch & Davis, 1937 — Messico
17. Ceratinopsis holmi Jocqué, 1981 — Malawi, Tanzania
18. Ceratinopsis idanrensis Locket & Russell-Smith, 1980 — Nigeria, Botswana
19. Ceratinopsis infuscata (Denis, 1962) — Madeira
20. Ceratinopsis interpres (O. P.-Cambridge, 1874)[3] — USA
21. Ceratinopsis interventa Chamberlin, 1948 — USA
22. Ceratinopsis jelskii (Keyserling, 1886)[4] - Guyana francese
23. Ceratinopsis labradorensis Emerton, 1925 — Canada
24. Ceratinopsis laticeps Emerton, 1882 — USA
25. Ceratinopsis locketi Millidge, 1995 — Krakatoa
26. Ceratinopsis machadoi (Miller, 1970) — Nigeria, Angola
27. Ceratinopsis mbamensis Bosmans, 1988 — Camerun
28. Ceratinopsis monticola (Simon, 1894) — Sri Lanka
29. Ceratinopsis munda (O. P.-Cambridge, 1896) — Guatemala
30. Ceratinopsis nigriceps Emerton, 1882 — USA, Canada
31. Ceratinopsis nigripalpis Emerton, 1882 — USA, Canada
32. Ceratinopsis nitida (Holm, 1964) — Camerun, Congo
33. Ceratinopsis oregonicola Chamberlin, 1948 — USA
34. Ceratinopsis orientalis Locket, 1982 — Malaysia
35. Ceratinopsis pallida Caporiacco, 1955[4] - Venezuela
36. Ceratinopsis palomara Chamberlin, 1948 — USA
37. Ceratinopsis purpurea (Keyserling, 1886)[4] - Messico
38. Ceratinopsis raboeli Scharff, 1989 — Kenya
39. Ceratinopsis rosea Banks, 1898 — Messico
40. Ceratinopsis ruberrima Franganillo, 1926 — Cuba
41. Ceratinopsis secuta Chamberlin, 1948 — USA
42. Ceratinopsis setoensis (Oi, 1960) — Corea, Giappone
43. Ceratinopsis sinuata Bosmans, 1988 — Camerun
44. Ceratinopsis sutoris Bishop & Crosby, 1930 — USA, Canada
45. Ceratinopsis swanea Chamberlin & Ivie, 1944 — USA
46. Ceratinopsis sylvania Chamberlin & Ivie, 1944 — USA
47. Ceratinopsis watsinga Chamberlin, 1948 — USA
48. Ceratinopsis xanthippe (Keyserling, 1886) — USA
49. Ceratinopsis yola Chamberlin & Ivie, 1939 — USA

### Specie fossili
- †Ceratinopsis deformans Wunderlich, 1998 - copale del Madagascar risalente al Quaternario[5]

### Specie trasferite
Genere alquanto vasto e soggetto a varie revisioni, sia dal genere Ceratinella Emerton, 1882 che verso i generi Styloctetor Simon, 1884, e Sphecozone O. P.-Cambridge, 1870; da ciò deriva l'alto numero, ben 27, di specie trasferite altrove.
1. Ceratinopsis anglicana (Hentz, 1850); trasferita al genere Tutaibo.
2. Ceratinopsis antarctica Simon, 1895; trasferita al genere Intecymbium.
3. Ceratinopsis araeonciformis Simon, 1895; trasferita al genere Sphecozone.
4. Ceratinopsis asiatica (Andreeva & Tyschchenko, 1970); trasferita al genere Styloctetor.
5. Ceratinopsis austera (L. Koch, in Simon, 1884); trasferita al genere Styloctetor.
6. Ceratinopsis austriaca (Kulczyński, 1898); trasferita al genere Trichoncoides.
7. Ceratinopsis bogotensis (Keyserling, 1886); trasferita al genere Triplogyna.
8. Ceratinopsis distincta (Nicolet, 1849); trasferita al genere Sphecozone.
9. Ceratinopsis diversicolor (Keyserling, 1886); trasferita al genere Sphecozone.
10. Ceratinopsis edax (Keyserling, 1886); trasferita al genere Mermessus.
11. Ceratinopsis eutypa Chamberlin, 1949; trasferita al genere Scotinotylus.
12. Ceratinopsis incauta (O. P.-Cambridge, 1872); trasferita al genere Styloctetor.
13. Ceratinopsis logunovi Eskov & Marusik, 1994; trasferita al genere Styloctetor.
14. Ceratinopsis melanura Simon, 1908; trasferita al genere Ostearius.
15. Ceratinopsis modesta (Nicolet, 1849); trasferita al genere Sphecozone.
16. Ceratinopsis nigriana (Keyserling, 1886); trasferita al genere Sphecozone.
17. Ceratinopsis obscura Emerton, 1919; trasferita al genere Styloctetor.
18. Ceratinopsis okhotensis Eskov, 1993; trasferita al genere Styloctetor.
19. Ceratinopsis penicillatus (Westring, 1851); trasferita al genere Moebelia.
20. Ceratinopsis purpurescens (Keyserling, 1886); trasferita al genere Styloctetor.
21. Ceratinopsis romana (O. P.-Cambridge, 1872); trasferita al genere Styloctetor.
22. Ceratinopsis rubicunda (Keyserling, 1886); trasferita al genere Sphecozone.
23. Ceratinopsis simplex (Kulczynski, 1908); trasferita al genere Semljicola.
24. Ceratinopsis stativa (Simon, 1881); trasferita al genere Styloctetor.
25. Ceratinopsis taurica (Thorell, 1875); trasferita al genere Styloctetor.
26. Ceratinopsis tumidosa (Keyserling, 1886); trasferita al genere Sphecozone.
27. Ceratinopsis tybeensis Chamberlin & Ivie, 1944; trasferita al genere Masonetta.

### Omonimie
- Ceratinopsis orientalis Eskov, 1989; sono stati così denominati, in omonimia con Ceratinopsis orientalis Locket, 1982, alcuni esemplari in seguito attribuiti a Styloctetor okhotensis (Eskov, 1993)[1].

### Nomen dubium
- Ceratinopsis jelskii (Keyserling, 1886); esemplare femminile, rinvenuto nella Guyana francese, originariamente posto nel genere Erigone; trasferito qui da Simon nel 1894, a seguito di un lavoro dell'aracnologo Miller del 2007, è da considerarsi nomen dubium[1]. Questa specie è ritenuta a tutti gli effetti valida dall'aracnologo Tanasevitch[2].
- Ceratinopsis michaelseni Simon, 1902; esemplare juvenile, rinvenuto in Argentina; dopo alcune considerazioni di Millidge del 1985 e un lavoro di Miller del 2007 è da considerarsi nomen dubium[1].
- Ceratinopsis pallida Caporiacco, 1955; esemplare maschile, rinvenuto in Venezuela; a seguito di un lavoro dell'aracnologo Miller del 2007, è da considerarsi nomen dubium[1]. Questa specie è ritenuta a tutti gli effetti valida dall'aracnologo Tanasevitch[2].
- Ceratinopsis purpurea (Keyserling, 1886); esemplari maschili e femminili, reperiti in Messico, originariamente posto nel genere Erigone; trasferito qui da Simon nel 1894, a seguito di un lavoro dell'aracnologo Miller del 2007, è da considerarsi nomen dubium[1]. Questa specie è ritenuta a tutti gli effetti valida dall'aracnologo Tanasevitch[2].